# Челябинское лётное училище гражданской авиации
Частное профессиональное образовательное учреждение «Челябинское лётное училище гражданской авиации» (ЧПОУ «ЧЛУГА») — лётное училище, расположенное неподалёку от села Калачёво Челябинской области. По состоянию на 2023 г. училище не работает.
Училище готовило пилотов гражданской авиации. Учебно-тренировочные полёты проводились на посадочной площадке (бывшем аэродроме) Калачёво, аэродромах Баландино и Магнитогорск. Преимущественно подготовка велась по программам дополнительного профессионального образования, то есть слушатели проходили профессиональную переподготовку на основе среднего профессионального или высшего технического образования.
Подготовка в ЧПОУ «ЧЛУГА» шла по программам, включающим в себя теоретические модули, тренажёрную и лётную практику. Выпускники училища получали дипломы о профессиональной переподготовке (документ о квалификации) с присвоением квалификации пилота, а Росавиация выдавала свидетельства коммерческих пилотов.
Во время своей работы ЧЛУГА было единственным учебным заведением гражданской авиации России, имевшим в своём распоряжении аэродром (посадочную площадку) с ВПП с искусственным покрытием и светотехническим оборудованием. Планировалось оборудование посадочной площадки радиотехническими средствами.
Училище регулярно проверялось в соответствии с планами проверок Росавиацией (в том числе Центральным аппаратом), Ространснадзором, транспортной прокураторой, Министерством образования Челябинской области, и до 2017 года по деятельности училища не было никаких существенных замечаний.

## Материально-техническое оснащение
Училище имело в распоряжении парк учебно-тренировочных воздушных судов итальянского производства:
- 12 сухопутных однодвигательных самолётов первоначального обучения Tecnam P2002JF, сертификат типа СТ320-Р2002[5].
- 3 оснащённых дисплейной индикацией выпускных многодвигательных самолётов Tecnam Р2006Т, сертификат типа СТ319-Р2006Т[5].

Также училище обладало и тренажёрами:
- 2 сертифицированных производителем и Росавиацией тренажёра FNPT самолёта Tecnam P2002JF.
- 2 сертифицированных производителем и Росавиацией тренажёра FNPT самолёта Tecnam P2006T.

Стоимость обоих типов воздушных судов, используемых в обучении, существенно ниже стоимости учебно-тренировочных самолётов Diamond DA40, Diamond DA42, L410 и Ан-2, эксплуатируемых в подведомственных Росавиации государственных лётных учебных заведениях.[значимость факта?]

Занятия со слушателями и студентами проходили в учебном комплексе на территории аэродрома Калачёво, в состав которого входили библиотека, учебные аудитории  (оборудованные стендами, макетами и учебными пособиями), помещения для проведения предполётных и послеполётных брифингов. Также в комплексе имелись столовая, помещения для отдыха и общежитие гостиничного типа.[значимость факта?]
- Аэродром училища
- Однодвигательный самолёт и слушатель
- Полёт на однодвигательном самолёте
- Маршрутный полёт на однодвигательном самолёте
- Выпускной самолёт
- Полёт на выпускном самолёте
- Тренировка на тренажёре выпускного самолёта

## История
Челябинское лётное училище было создано на базе авиационного учебного центра (АУЦ) авиакомпании «ЧелАвиа», имевшего выданный Росавиацией сертификат авиационного учебного центра № 192 от 25 апреля 2011 года. Этот авиационный учебный центр на основании разрешения Росавиации осуществлял с 2011 года по договору о сетевой форме реализации образовательных программ практическую (лётную) подготовку слушателей и курсантов, обучавшихся по Программе подготовки коммерческих пилотов (программа профессиональной переподготовки) и программе среднего профессионального образования (специальность — «Лётная эксплуатация летательных аппаратов») в Южно-Уральском государственном университете (ЮУрГУ).
В этом же авиационном учебном центре в Калачёво в 2012 году по трёхстороннему договору между Ульяновским институтом гражданской авиации (УИ ГА), АУЦ авиакомпании «ЧелАвиа» и Уральским УТЦ гражданской авиации проходили практическую (лётную) подготовку слушатели УИ ГА.
В дальнейшем на основании разрешения Росавиации и полученного сертификата АУЦ № 216 от 26 августа 2013 года образовательный процесс по программе профессиональной переподготовки был полностью переведён в созданное негосударственное образовательное учреждение (НОУ) «Учебно-тренировочный центр „ЧелАвиа“». При этом ЮУрГУ продолжил по сетевой форме с Учебно-тренировочным центром «ЧелАвиа» совместную подготовку пилотов по программе среднего профессионального образования. В мае 2013 года Учебно-тренировочный центр получил лицензию Министерства образования и науки Челябинской области, которая позволяла вести образовательную деятельность. Продолжалась подготовка пилотов по программам, разработанным и утверждённым в соответствии с требованиями законодательства.
В феврале 2014 года «Учебно-тренировочный центр „ЧелАвиа“» разработал и утвердил в Росавиации новую программу подготовки коммерческих пилотов. НОУ «Учебно-тренировочный центр „ЧелАвиа“» переименовали в Частное учреждение дополнительного профессионального образования (ЧУДПО) «Учебно-тренировочный центр „ЧелАвиа“». Учреждение имело лицензию на осуществление образовательной деятельности, сведения о новом наименований внесли в сертификат авиационного учебного центра.
В 2015 году ЧУДПО «Учебно-тренировочный центр „ЧелАвиа“» получило статус частного учреждения профессионального образования (ЧУПО) и новую лицензию (№ 11429 от 15.05.2015) Министерства образования и науки РФ, а потом окончательно было переименовано в Частное профессиональное образовательное учреждение «Челябинское лётное училище гражданской авиации» (ЧПОУ «ЧЛУГА»).
За всё время подготовки специалистов авиационного персонала и учебная база училища, и преподавательско-инструкторский состав многократно получали высокую оценку ведущих российских и иностранных авиакомпаний (Аэрофлот, Аврора, Победа, РусЛайн, ЮВТ Аэро и др.). Выпускники училища и по сей день осуществляют профессиональную деятельность в российских и иностранных авиакомпаниях, некоторые уже являются инструкторами и передают свой опыт вновь прибывающим в авиакомпании пилотам. Многие выпускники также подтвердили свою квалификацию в Европейском союзе и Соединённых Штатах Америки, сдав теоретические и практические экзамены Европейского агентства авиационной безопасности и Федерального управления гражданской авиации.
В августе 2016 года срок действия сертификата авиационного учебного центра ЧПОУ «ЧЛУГА» истёк, новый сертификат АУЦ Росавиация не выдала. Из-за этого образовательная деятельность училища оказалась приостановлена. Начался затяжной конфликт выпускников ЧЛУГА с Росавиацией, которые утверждали, что агентство не только отказалось выдавать новый сертификат авиационного учебного центра (АУЦ) ЧПОУ «ЧЛУГА», но и запустило кампанию по аннулированию свидетельств всех выпускников училища.

После авиакатастрофы Ан-148 в Подмосковье, до публикации официального заключения Межгосударственного авиационного комитета, появилась информация, что второй пилот разбившегося в Московской области Ан-148 проходил подготовку на базе АУЦ «Челавиа» (ЧПОУ «ЧЛУГА»). В окончательном отчете Межгосударственного авиационного комитета об этой авиакатастрофе информация об обучении и квалификации второго пилота подтвердилась.
Из окончательного отчёта Межгосударственного авиационного комитета о втором пилоте (2П) разбившегося Ан-148:
«По представленным в комиссию документам установлено, что 2П в период 14.01.2013 — 31.10.2013 проходил обучение на Аэрокосмическом факультете ФГБОУ ВПО ЮУр ГУ по дополнительной профессиональной программе — программе переподготовки „Подготовка пилотов коммерческой авиации“. Указанная программа переподготовки была утверждена только ректором университета. Руководством университета в 2012—2013 гг. проводилась работа по созданию АУЦ как структурного подразделения, однако сертификат АУЦ на право ведения образовательной деятельности в системе дополнительного профессионального образования получен не был по причине несоответствия представленной для сертификации документации требованиям ФАП-23 (письмо Росавиации ректору ФГБОУ ВПО ЮУр ГУ от 17.01.2013 № 4.01-20).»

"Часть теоретической подготовки … осуществлялась в ФГОУ ДО «Уральский УТЦ ГА». .., летная подготовка — в АУЦ ООО «Авиакомпания „ЧелАвиа“ … . Модуль „ATPL(A)“ — в ФГБОУ ВПО ЮУр ГУ».
Стоит отметить, что и ФГОУ ДО «Уральский УТЦ ГА», и АУЦ ООО "Авиакомпания «ЧелАвиа» необходимыми сертификатами обладали. Письмом Росавиации ректору ФГБОУ ВПО ЮУр ГУ от 11.09.2013 утверждалось, что в соответствии с ФАП-23, деятельность ФГБОУ ВПО «ЮУрГУ» (НИУ) как образовательного учреждения сертификации не подлежит, так как в ФГБОУ ВПО «ЮУрГУ» (НИУ) не было отдельного структурного подразделения только для дополнительного профессионального образования лиц из числа авиационного персонала, а Аэрокосмический факультет при том не является отдельным юридическим лицом. Более того, именно Росавиация ранее рекомендовала готовить пилотов на базе АУЦ "Авиакомпания «ЧелАвиа» и Южно-Уральского государственного университета и разрешила эту деятельность, выдав соответствующий сертификат. Примечательно, что именно второй пилот разбившего Ан-148 пытался правильно реагировать на развитие особой ситуации в полёте:
Для КВС особенностью реагирования и поведения в стрессовой ситуации, с большой долей вероятности, могло быть снижение интеллектуальной и поведенческой гибкости, а также фиксация на собственной независимой позиции с неспособностью (невозможностью) «слышать» подсказки со стороны (второго пилота). В аварийном полете КВС полностью сосредоточился на контроле скорости, отображаемой на его КПИ, и несколько раз не реагировал на правильные подсказки второго пилота, например, о необходимости контроля высоты. При этом КВС достаточно грубо «осаживал» его.
Так, например, когда на КПИ КВС начали интенсивно уменьшаться показания приборной скорости (с 11:26:38), бортовым магнитофоном зарегистрирован характерный диалог — в 11:26:42 КВС: «Эй, оп, оп, оп, оп, 300, 290, твою мать!!!», — 2П: «Куда ты вниз-то?», — КВС: «Да потому что 250!» и «Хорош пиз…еть». Очевидно, что КВС отклонял колонку штурвала «от себя» с созданием тангажа до 16° на пикирования без комплексной оценки других параметров полета (углы атаки и тангажа, режим работы двигателей, путевая скорость), не отдавая себе отчет, что самолет продолжал «нормально лететь», и при этом скорость в принципе не может падать с таким темпом.
В 11:26:56 2П попытался повторно привлечь внимание КВС к быстро уменьшающейся высоте полета: «Высота, высота, … высота!». Ответ КВС: «Да хрен с ней, с высотой!» — еще раз доказывает его «зацикленность» на одном единственном параметре — приборной скорости.

Однако наиболее показательной в этом смысле является реакция КВС на действия второго пилота после срабатывания сигнализации EGPWS «TERRAIN AHEAD. PULL UP» (в 11:26:58 на высоте ≈ 1500 м). Действия 2П были правильными (на кабрирование), однако вызвали только резкую реакцию со стороны КВС: «Ты куда?!! Не тяни, еб…!!!»Из окончательного отчёта Межгосударственного авиационного комитета о втором пилоте (2П) разбившегося Ан-148
Обучение слушателей ЧПОУ «ЧЛУГА» велось совместно с Аэрокосмическим факультетом Южно-Уральского государственного университета (ФГБОУ ВПО ЮУр ГУ). Важно отметить, что сертификация и контроль деятельности по обучению пилотов в последующем осуществлялись Центральным аппаратом Росавиации, оснащение и организация подготовки пилотов получили высокие оценки сотрудников Росавиации. Однако, впоследствии осуществление подготовки пилотов в ЧПОУ «ЧЛУГА» было признано судом незаконным по программам дополнительного профессионального образования после 28 августа 2016 года, а по программам среднего профессионального образования после 26 июня 2016 года. Хотя действия второго пилота разбившегося Ан-148 были признаны в окончательном отчёте правильными и его подготовка не была признана незаконной (так как пройдена задолго до 28 августа 2016 года), по результатам расследования катастрофы Ан-148 было аннулировано 160 свидетельств пилотов в основном выпускников именно ЧПОУ «ЧЛУГА» и ФГБОУ ВПО ЮУрГУ (в связи с предоставлением недостоверных данных), а 550 пилотов были отстранены от полётов.
Примечательно, что случаи аннулирования свидетельств пилотов выпускников военных вузов и подведомственных Росавиации учебных заведений по результатам авиационных инцидентов или происшествий на данный момент неизвестны. Однако, широко[значимость факта?] известна катастрофа SSJ 100 в Шереметьеве, командир которого окончил Балашовское ВВАУЛ в 1998 году по специальности «Командная тактическая авиация, эксплуатация воздушного транспорта» с квалификацией инженер-пилот, а второй пилот окончил Сасовское ЛУГА филиал ФГБОУ ВО «Ульяновский институт ГА» в 2016 году, специальность «Летная эксплуатация летательных аппаратов» с квалификацией пилот. Информацию об инцидентах и происшествиях в подведомственных Росавиации учреждениях найти намного труднее, так как Росавиация не информирует об этом широкую общественность. Из недавних инцидентов резонанс получил инцидент с повреждением самолёта L410 Сасовского лётного училища гражданской авиации на посадке в марте 2020 года.

## Современное состояние
В июле 2017 года выпускникам ЧПОУ «ЧЛУГА» начали аннулировать свидетельства пилотов, что вызвало скандал в авиационной отрасли России. Среди тех, чьи свидетельства оказались аннулированными, оказались пилоты авиакомпаний «Аврора», «Utair», «Уральские авиалинии», «NordStar», «Россия» и других российских авиаперевозчиков.
Многие выпускники ЧПОУ «ЧЛУГА» подали исковые заявления, требуя признать приказы Росавиации об аннулировании их свидетельств пилотов незаконными. Одним из наиболее громких дел является коллективный иск десяти пилотов против Росавиации. Отдельным судебным разбирательствам Росавиация уделяет необоснованно повышенное внимание, размещая информацию о них на официальном сайте агентства, но при том не посещая сами заседания. Как правило, участники таких разбирательств, не скрывая имени и фамилии, старались придавать огласке огульность кампании Росавиации по аннулированию свидетельства выпускников негосударственных учебных заведений.
Против деятельности ЧПОУ «ЧЛУГА» выступила Челябинская транспортная прокуратура, которая подала исковое заявление с требованием запретить деятельность учреждения. Суд встал на сторону истца и приостановил деятельность «ЧЛУГА», впоследствии Челябинский областной суд оставил решение первой инстанции в силе.
В июне 2019 г. Московский городской суд рассмотрел кассационную жалобу нескольких бывших слушателей ЧПОУ «ЧЛУГА» к Федеральному агентству воздушного транспорта об оспаривании приказа об аннулировании свидетельств авиационного персонала. Отказывая в удовлетворении заявленных требований, суд исходил из того, что у ЧЛУГА отсутствовали законные основания для ведения образовательной деятельности по направлению «Летная эксплуатация воздушных судов, двигателей, и функциональных систем на уровне пилота коммерческой авиации». Судебная коллегия Московского городского суда с выводами суда первой инстанции согласилась как с правильными, мотивированными, подтвержденными имеющимися в материалах дела доказательствами, поскольку аннулирование Росавиацией свидетельств авиационного персонала не было произвольным.

В мотивировочной части определения Московского городского суда от 27.06.2019 г. об отказе в передаче дела для рассмотрения по существу в суд кассационной (надзорной) инстанции изложены следующие основания: 
"..никем не контролируемое сокращение объема информации, умений и навыков, получаемых слушателями образовательной организации, при отсутствии надлежащей сертификации, создает непосредственную угрозу безопасности полетов, что также позволяет сделать вывод о том, что представленные административными истцами документы содержали недостоверные сведения, что являлось основанием для аннулирования перечисленных в приказе Росавиации от 28.07.2017 года № 614-П свидетельств пилотов на основании п. 8 Постановления Правительства РФ от 06.08.2013 года №670". 
При этом в судебном разбирательстве было упущено из виду, что все административные истцы прошли подготовку в период действия выданного Росавиацией сертификата авиационного учебного центра и Росавиация при этом подтверждает соответствие образовательных организаций и организаций, осуществляющих обучение специалистов соответствующего уровня согласно перечням специалистов авиационного персонала, требованиям федеральных авиационных правил.
По состоянию на 2023 г. училище не готовит пилотов и других авиационных специалистов, так как действующего сертификата авиационного учебного центра у учреждения нет, хотя и имеется действующая лицензия на образовательную деятельность.